# Greers Isle SPA
Greers Isle SPA este o arie protejată (arie de protecție specială avifaunistică — SPA) din Irlanda întinsă pe o suprafață de 19,13 ha, integral pe uscat.

## Localizare
Centrul sitului Greers Isle SPA este situat la coordonatele 55°12′42″N 7°42′54″W / 55.211747°N 7.715046°V.

## Înființare
Situl Greers Isle SPA a fost declarat arie de protecție specială avifaunistică în septembrie 1996 pentru a proteja 5 specii de animale.

## Biodiversitate
Situată în ecoregiunea atlantică, aria protejată nu include niciun habitat protejat.
La baza desemnării sitului se află mai multe specii protejate de  păsări (5): pescăruș sur (Larus canus), pescăruș râzător (Larus ridibundus), chiră de baltă (Sterna hirundo), Sterna paradisaea, chiră de mare (Sterna sandvicensis).
Pe lângă speciile protejate, pe teritoriul sitului au mai fost identificate 2 specii de păsări.